# جان بال (بازیکن فوتبال، زاده ۱۹۲۵)
جان بال (انگلیسی: John Ball; ۱۳ مارس ۱۹۲۵ – ۱۶ ژوئیهٔ ۱۹۹۸) بازیکن فوتبال اهل بریتانیا بود.
از باشگاه‌هایی که در آن بازی کرده‌است می‌توان به باشگاه فوتبال ویگان اتلتیک، باشگاه فوتبال بولتون واندررز، و باشگاه فوتبال منچستر یونایتد اشاره کرد.